# Le mille-pattes fait des claquettes
Pour les articles homonymes, voir Mille-pattes.
Pour plus de détails, voir Fiche technique et Distribution.
Le mille-pattes fait des claquettes est un film français réalisé par Jean Girault, sorti en 1977.

## Synopsis
Le maréchal Hermann Göring, pour augmenter sa collection d'œuvres d'art volées, décide de faire transférer la Vénus de Milo du Louvre à Berlin. Apprenant la nouvelle, Francis, Jacques et Henri décident d'intervenir. En signe de ralliement, le message codé : « Le mille-pattes fait des claquettes », diffusé sur Radio Londres.
Ils parviennent finalement à la sortir dans une caisse, la cachant chez Monsieur de Beaugenay, l'oncle de Francis.
Ils sont repérés et poursuivis par les polices française et allemande. Ils se réfugient dans une auberge. Francis est capturé après avoir été trouvé déguisé en fille, tandis que Henri et Jacques le libèrent, déguisés en policiers de la gestapo.
Après moult péripéties, nos trois héros arrivent à embarquer la Vénus en Angleterre où elle est exposée au British Museum. En récompense, les trois compères sont incorporés dans les forces françaises libres.

## Fiche technique
- Titre : Le mille-pattes fait des claquettes
- Réalisation : Jean Girault assisté de Jean Couturier
- Scénario : Jean Girault, Francis Rigaud et Jacques Vilfrid
- Dialogues : Jacques Vilfrid
- Photographie : Didier Tarot
- Montage : Michel Lewin
- Musique : Claude Bolling
- Son : Paul Lainé
- Décors : Sydney Bettex
- Costumes : Jacques Cottin
- Pays d'origine :  France
- Genre : comédie
- Durée : 100 minutes (1 h 40)
- Date de sortie : 26 septembre 1977

## Distribution
- Francis Perrin : Jacques
- Roger Miremont : Francis (sous le nom de « Roger Mirmont »)
- Jean-Jacques Moreau : Henri
- Michel Galabru : M. de Beaugenay
- Claude Piéplu : Le capitaine Leipzig
- Jacques Balutin : L'inspecteur adjoint
- Jacques Marin : L'inspecteur de police
- Juliette Mills : Lorette, patronne de l'auberge
- Katia Tchenko : Trudy, la « souris grise »
- Robert Berri : Le gardien du Louvre #1
- Henri Virlogeux : Le gardien du Louvre #2
- Hans Meyer : Le colonel von Richter
- Hans Verner : Le colonel von Obrecht
- Axel Ganz : L'ordonnance Hartmann
- Robert Party : Le curé
- Fernand Berset : Le fermier
- Vera Schroeder : Janine, fille aînée du fermier
- Marie-Véronique Maurin : Juliette, fille cadette du fermier
- Jacques Rispal : Le paysan
- Guy Grosso : Le brigadier de gendarmerie
- Michel Modo : Le gendarme
- Agnès Gattegno : Nicole
- Florence Lafuma : Éliane
- Hélène Cazarelli : Gisèle
- Sandra Barry : Jocelyne
- Catherine Jarrett : Martine
- Laure Casteil : Thérèse
- Yves Barsacq : Le conducteur de la traction
- David Gabison (sous le nom d'« Alain David »)
- Jacques David
- Germaine Delbat
- Nicole Desailly
- Erick Desmarestz
- Pierre Devilder
- Maurice Ducasse
- Philippe Dumat : Le conservateur du Louvre
- Herbert Fiala
- Jacques Galland
- Herbert de Garby
- Didier Gaudron
- Vincent Grass
- Danièle Gueble
- Jean-Claude Islert
- Fulbert Janin
- Gilles Kohler
- Henri Lambert
- Marius Laurey
- Jean Le Mouël
- Pierre Londiche
- Charles Marosi
- Tony Roedel
- Franz Sauer
- Bernard Saulay
- Ernst Von Rintelen